# Moderat
Moderat to wywodzące się z Berlina trio producenckie. Formacja powstała w roku 2002 w wyniku współpracy Saschy Ringa (Apparat) oraz Gernota Bronserta i Sebastiana Szarego (Modeselektor). Ich pierwszą płytą była EP-ka Auf Kosten Der Gesundheit wydana roku 2003.
Z powodu różnych wizji rozwoju i nieporozumień na tle artystycznym pierwszy longplay zespołu ukazał się dopiero w kwietniu 2009 roku. Album o tytule Moderat stanowił melodyjne połączenie minimalu, nu-ravu i ambientu, w które zostały wplecione wokale i brzmienia wygenerowane przez syntezatory. Płyta otrzymała bardzo pochlebne recenzje i została wysoko oceniona przez środowisko muzyczne – NOW Magazine przyznał jej 4 na 5 punktów, jednocześnie opisując ją jako bardzo kreatywną i zaskakująco chwytliwą. Urb przyznał jej natomiast 5 z 5, chwaląc jako wyjątkowo piękną i wpadającą w ucho.
Moderat rozpoczęli swoje tournée 30 kwietnia 2009 roku – koncertowali w całej Europie, grając także na festiwalach. W 2009 roku czytelnicy popularnego internetowego portalu muzyki elektronicznej – Resident Advisor wybrali Moderat jako Live Act roku.
W drugiej połowie 2010 roku muzycy zespołu Moderat podróżowali po Europie, grając głównie na festiwalach.
W marcu 2012 roku, na swoim profilu w serwisie Facebook, zespół Modeselektor zapowiedział rozpoczęcie prac nad drugim albumem.
Album zatytułowany „II” pojawił się na rynku w sierpniu 2013 roku nakładem wytwórni Monkeytown Records.
Kolejny album, zatytułowany „III” został wydany 1 kwietnia 2016 roku. III jest trzecim i ostatnim albumem w trylogii albumów – zawierającej także „Moderat” i „II”.
Dnia 13 maja 2022 opublikowano album „MORE D4TA”.

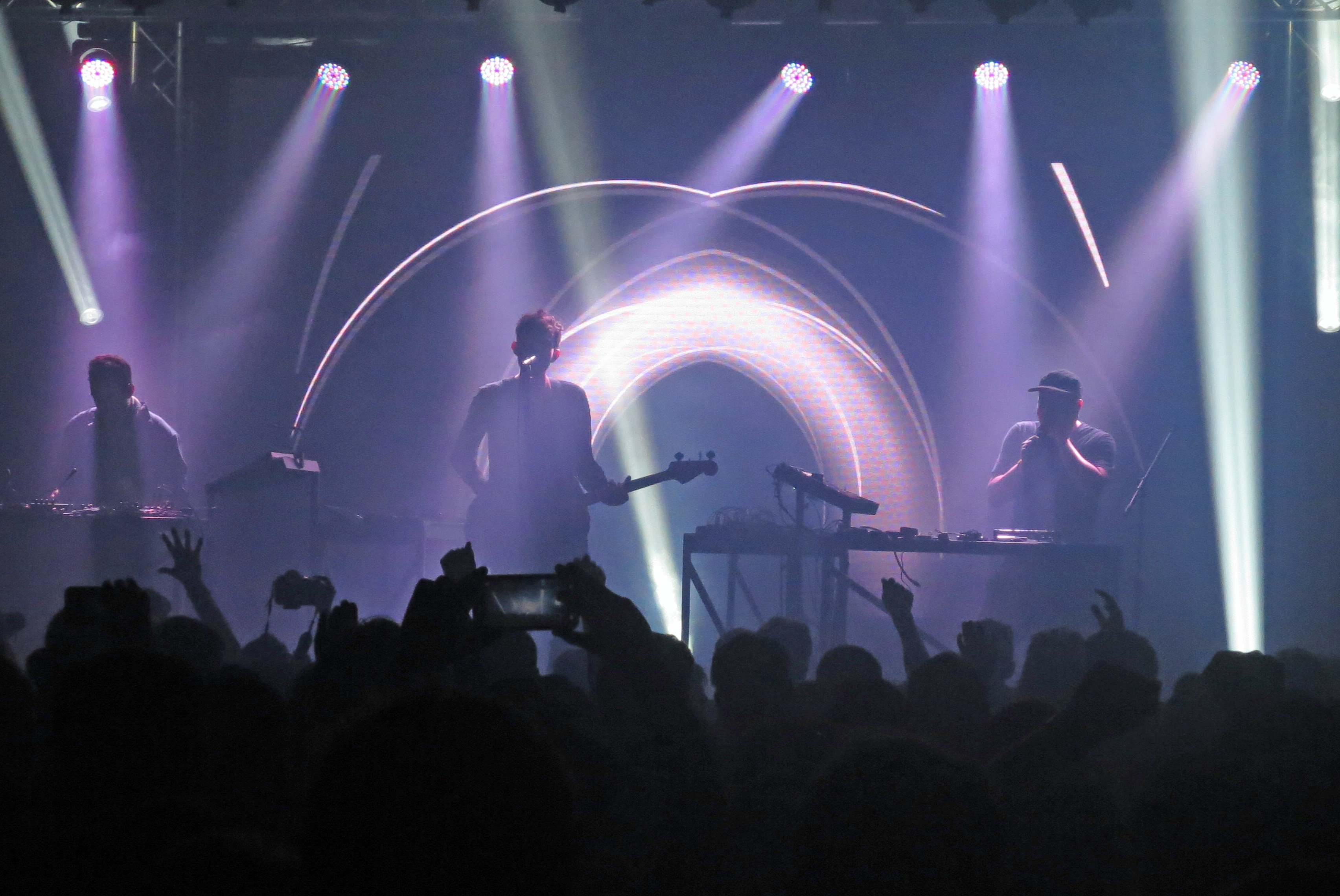

## Dyskografia
- Auf Kosten der Gesundheit (BPitch Control, 2002)
- Moderat (BPitch Control, 2009)
- Rusty Nails (EP) (BPitch Control, 2009)
- Seamonkey (EP) (BPitch Control, 2009)
- II (Monkeytown Records, 2013)
- "III" (Monkeytown Records, 2016)
- MORE D4TA (Monkeytown Records, 2022)